# Fushigi Yugi
Pour les articles homonymes, voir Yugi (homonymie).
Autre
Fushigi Yugi (ふしぎ遊戯, Fushigi yūgi) est un manga de Yū Watase. Il a été prépublié entre 1992 et 1996 dans le magazine Shōjo Comic publié par Shōgakukan et a été compilé en un total de dix-huit volumes. La version française est publiée en intégralité par Tonkam. Il a été adapté en anime de cinquante-deux épisodes et treize OAV par le studio Pierrot.
Le manga Fushigi Yugi - La Légende de Genbu, écrit après, en est un prologue.

## Synopsis
Miaka est soumise au stress des examens. Un jour, en accompagnant Yui, sa meilleure amie, à la bibliothèque, elle trouve un livre nommé « Les écrits des quatre dieux du ciel et de la terre ». Mais ce livre est magique, et les deux jeunes filles sont aspirées dedans.
Dans le monde du livre, qui ressemble à la Chine ancienne, elle devient la prêtresse de Suzaku, un des quatre dieux, protecteur du pays Sud, avec pour charge de protéger le royaume.
Mais la prêtresse de Seiryu, dieu protecteur d'un pays rival, n'est nulle autre que Yui qui est devenue la prêtresse après avoir compris que Miaka était surtout revenue pour Tamahome et non pour elle...
Avec l'aide de Tamahome et des six autres étoiles de Suzaku, Miaka va tout faire pour retrouver Yui et rester aux côtés de Tamahome : elle veut invoquer Suzaku ! Mais tout ne va pas se passer comme elle le veut !

## Doublage
- Marielle Lemarchand : Miaka Yuki
- Michaël Cermeno : Tamahome
- Sophie Ostria	: Yui Hongo
- Michel Barrio : Hotohori
- Marion Adèle : Noriko
- Julien Sainte Marthe : Chichiri, Amiboshi, Suboshi
- Philippe Marchal : Tasuki
- Philippe Mijon : Mitsukake
- Faye Hadley : Chiriko
- Eric Bonicatto : Nakago, Tetsuya Kajiwara
- Jean-Paul Szybura : Tomo
- Elsa-Marie de Breyne : Soi
- Isabelle Bres	: Miboshi
- Christian Renault	: Tokaki
- Sylvie Santelli : Taiitsukun
- Thomas Aussenac : Keisuke Yuuki

## Fiche technique de l'anime
- Année : 1995
- Histoire originale : Yū Watase
- Producteurs : Keisuke Iwate (TV Tokyo)
- Kyotaro Kimura (Yomiko Advertising)
- Kaoyuki Oshikiri (studio Pierrot)
- Directeur : Hajime Kamegaki
- Chararacter Design : Hideyuki Motohashi
- Directeur artistique : Hitoshi Nagasaki
- Directeur photographie : Masahide Okino
- Musique : Yusuke Honma
- Genres: Aventure, Comédie, drame, Fantasy, historique, romance, shōjo

### Documentation
- Bruno Pham, « Fushigi Yugi », dans Manga 10 000 Images n°3, Versailles : Éditions H, septembre 2010, p. 191-193.